# Kościół Świętych Apostołów Piotra i Pawła w Sułowie Wielkim
Kościół św. Apostołów Piotra i Pawła – rzymskokatolicki kościół położony w Sułowie Wielkim (powiat górowski, województwo dolnośląskie). Funkcjonuje przy nim parafia Świętych Apostołów Piotra i Pawła należąca do dekanatu Góra wschód. 30 czerwca 1961 został wpisany do rejestru zabytków (nr A/1106/898).

## Historia

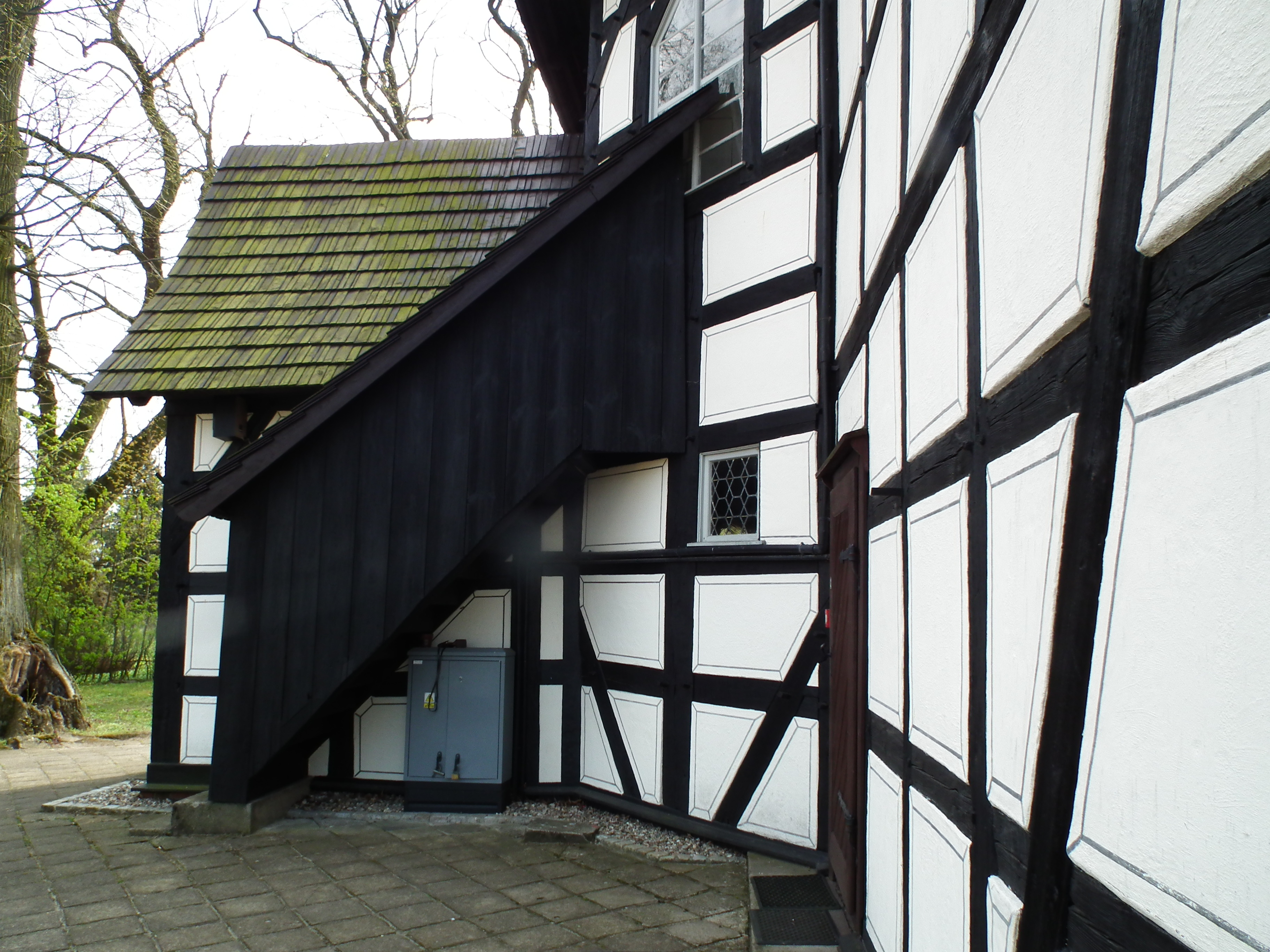
Detal

Pierwszy kościół we wsi wzniesiono w XV wieku i była to świątynia katolicka. Obecny, na jego miejscu (już jako protestancki) zbudowano w latach 1656–1673, ale pozostawiono starą wieżę. W XIX i XX wieku obiekt przeszedł poważne remonty. W latach 1911–1913 odbudowano wieżę, a w 1935 doszło do wymiany pokrycia dachowego. Prace renowacyjne z lat 60. XX wieku spowodowały zatarcie wielu pierwotnych cech stylowych świątyni.

## Architektura
Szachulcowy, orientowany kościół, kryty dachem gontowym, został wzniesiony na planie krzyża greckiego. Okna umieszczono w dwóch kondygnacjach, przy czym te położone w wyższej są większe. Od zachodu do nawy przylega dwukondygnacyjna, szachulcowa wieża z oszalowaną, węższą górną częścią, kryta dachem namiotowym. Zwieńcza ją krzyż na kuli. 

## Wyposażenie
Wewnątrz kościół jest otynkowany, ma empory (dwie kondygnacje) oraz deskowane stropy. Zachowany jest późnogotycki tryptyk z 1498 (na przełomie XVII i XVIII wieku przerabiany), a także barokowa, wieloboczna ambona z 1674 o bogatej ikonografii (św. Jan Ewangelista, Chrystus nauczający z łodzi, św. Łukasz, św. Marek oraz św. Mateusz, a na schodach święci Piotr i Paweł). Ławki pochodzą z XVII wieku. Cenny jest również XVIII-wieczny prospekt organowy. W ołtarzu stoją rzeźby Marii z Dzieciątkiem, św. Barbary i św. Katarzyny, a w awersie św. Małgorzaty i św. Doroty (u dołu tej drugiej rzeźby wyryta jest data 1498). W górnej części ołtarza ukazano krajobraz z zamkiem, który ma wieżę obronną. Istotnym zabytkiem jest loża kolatorska, na której wymalowany jest orzeł Piastów śląskich.